# Dino Bruni
Dino Bruni (Portomaggiore, 13 aprile 1932) è un ex ciclista su strada italiano.
Professionista dal 1956 al 1964, vinse una medaglia d'argento olimpica nella prova a squadre di Helsinki 1952, due tappe al Giro d'Italia e tre al Tour de France.

## Carriera
Da dilettante partecipò ai Giochi olimpici di Helsinki 1952 e di Melbourne 1956, oltre a vincere un bronzo mondiale nel 1955.
Professionista tra il 1956 ed il 1964, corse per la Bianchi, la Ignis e la Gazzola, distinguendosi come velocista. Le principali vittorie da professionista furono due tappe al Giro d'Italia 1960, vestendo per un giorno la maglia rosa, tre tappe al Tour de France, la Coppa Sabatini nel 1961 e nel 1963 e la Tre Valli Varesine nel 1959.

## Palmarès
- 1953 (dilettanti)

Coppa Gennari Francesco
- 1955 (dilettanti)

Milano-Rapallo
- 1957 (Bianchi, due vittorie)

Coppa Gori
Gran Premio di Como (valida per il Trofeo dell'U.V.I.)
- 1958 (Bianchi, tre vittorie)

7ª tappa Vuelta al Sureste Español
8ª tappa Vuelta al Sureste Español
10ª tappa Vuelta al Sureste Español
- 1959 (Ignis, cinque vittorie)

Gran Premio di Pontremoli
Trofeo Fenaroli
4ª tappa Tour de France (Roubaix > Rouen)
16ª tappa Tour de France (Clermont-Ferrand > Saint-Étienne)
Tre Valli Varesine
- 1960 (Ignis, tre vittorie)

1ª tappa Giro d'Italia (Roma > Napoli)
17ª tappa Giro d'Italia (Treviso > Trieste)
5ª tappa Tour de Champagne (Troyes > Reims)
- 1961 (Ignis, due vittorie)

Giro della Provincia di Reggio Calabria
Coppa Sabatini
- 1962 (Gazzola, tre vittorie)

1ª tappa Tour de Suisse (Zurigo > Diessenhofen)
21ª tappa Tour de France (Lione > Pougues-les-Eaux)
Grand-Prix de la Tarentaise
- 1963 (Gazzola, una vittoria)

Coppa Sabatini

### Altri successi
- 1957 (Bianchi)

Circuito di Santa Maria Vezzola
- 1958 (Bianchi)

Circuito di Capri
- 1959 (Ignis)

Criterium di Shalon-sur-Saône
- 1960 (Ignis)

Circuito di Rovigo
Circuito di Alessandria
Gran Premio Titano San Marino
- 1962 (Gazzola)

Criterium di Arras

## Piazzamenti

### Grandi Giri
- Giro d'Italia

1960: 91º
1961: 65º
1962: ritirato
1963: 82º
1964: 97º
- Tour de France

1959: 64º
1960: 72º
1962: 90º
- Vuelta a España

1959: ritirato

### Classiche monumento
- Milano-Sanremo

1957: 10º
1958: 10º
1959: 35º
1961: 4º
1962: 13º
- Giro delle Fiandre

1957: 50º
1958: 31º
1962: 47º
- Giro di Lombardia

1957: 9º
1959: 7º
1960: 71º

### Competizioni mondiali
- Campionati del mondo

Frascati 1955 - In linea Dilettanti: 3º
Zandvoort 1959 - In linea: 31º
- Giochi olimpici

Helsinki 1952 - A squadre: 2º
Helsinki 1952 - In linea: 5º
Melbourne 1956 - A squadre: 4º
Melbourne 1956 - In linea: 28º